# Argia telesfordi
Argia telesfordi là một loài chuồn chuồn kim trong họ Coenagrionidae.
Argia telesfordi được miêu tả khoa học năm 2009 bởi Meurgey.